# Zielona Łąka (województwo kujawsko-pomorskie)
Zielona Łąka – osada w Polsce, na obszarze Tucholskiego Parku Krajobrazowego, położona w województwie kujawsko-pomorskim, w powiecie tucholskim, w gminie Tuchola. Miejscowość jest częścią składową sołectwa Klocek.
W latach 1975–1998 miejscowość administracyjnie należała do województwa bydgoskiego.